# مدير قاعدة بيانات
مدير قاعدة البيانات هو الشخص المسؤول عن تنصيب وإعداد وترقية وإدارة ومراقبة وصيانة قواعد البيانات في منظمة ما. وتشمل وظيفته تطوير وتصميم استراتيجيات قواعد البيانات ومراقبة حالة النظام وتطوير أداء قاعدة البيانات وسعتها. بالإضافة إلى التخطيط لأي طلب توسعي في المستقبل.

## المهارات
تتطلب وظيفة مدير قاعدة البيانات المهارات التالية:
- مهارات التواصل.
- المعرفة النظرية لقواعد البيانات.
- الإلمام بتصميم قاعدة البيانات.
- معرفة نظام إدارة قاعدة البيانات العلائقي.
- إتقان لغة الاستعلامات البنيوية.
- فهم عام للحوسبة الموزعة.
- فهم عام لأنظمة التشغيل.
- فهم عام لتكنولوجيا التخزين وإدارة الذاكرة.

## التعليم
تتطلب إدارة قواعد البيانات شهادة بكالوريوس أو أعلى في نظم المعلومات أو علوم الحاسب أو أي مجال آخر ذي صلة. معظم قواعد البيانات التجارية مثل أوراكل، آي‌ بي‌ إم دي بي 2 أو خادم تكيف سايبيز تكون معقدة خاصة في التطبيقات الكبيرة.

## الشهادات
تطلب الكثير من المنشآت شهادات لمدير قاعدة البيانات. وغالبا ما ترتبط الشهادة بنوع قاعدة البيانات التي تستخدمها المنظمة. ومن أشهر الشهادات:
- مدير قاعدة بيانات أوراكل 11g محترف.
- محترف تقنية معلومات مايكروسوفت.
- مدير خادم التكيف من سايبيز

## الواجبات
- تنصيب وترقية خادم قاعدة البيانات وأدوات البرامج الخاصة بها.
- تخصيص وتعيين الذاكرة لخادم قاعدة البيانات والتخطيط المستقبلي لأي حاجة توسعية.
- تعديل بنية قاعدة البيانات.
- تسجيل مستخدمين جدد وإعطائهم الصلاحيات المناسبة.
- ضمان الامتثال لاتفاقية الترخيص لقاعدة البيانات.
- التحكم بالمستخدمين ومراقبة اتصالهم بقاعدة البيانات.
- مراقبة وتحسين أداء قاعدة البيانات.
- النسخ الاحتياطي والاسترجاع لبيانات أو ملفات قاعدة البيانات.
- أرشفة البيانات.
- التواصل مع الشركة المالكة لقاعدة البيانات أو الموردين المعترف بهم من قبلها لطلب الدعم الفني.
- الاستعلام وإنشاء التقارير من قاعدة البيانات.
- نقل البيانات من قاعدة بيانات إلى أخرى.
- نقل قاعدة البيانات من منصة إلى أخرى.
- العمل على تأمين قاعدة البيانات وتطبيق حلول سد الثغرات الأمنية.

## المسميات الوظيفية
- محلل بيانات \ مصمم استعلامات
- مدير قاعدة بيانات أولي
- مدير قاعدة بيانات متوسط
- مدير قاعدة بيانات خبير
- مستشار قواعد بيانات

## اقرأ أيضا
- قاعدة بيانات
- ريد
- إدارة التخزين الآلي